# BannerWar
 (juillet 2020).
BannerWar, le jeu des batailles historiques et fantastiques (souvent appelé BannerWar, ou BW à l’écrit) est une règle française de jeu de simulation avec figurines. Éditée par Sajouvit, la première édition date d’avril 2018.
La règle permet un jeu selon deux versions. La première, historique, se base sur des armées antiques et médiévales. La seconde, fantastique, s’appuie sur les peuples et créatures habituellement présents dans les mondes heroic fantasy.

## Principes
Le jeu met en scène des corps d’armée manœuvrant sur un champ de bataille grâce aux ordres donnés par leurs généraux. Les troupes y sont représentées par des socles indépendants de plusieurs figurines. Chaque unité peut être jouée seule ou regroupée avec d’autres troupes qu’il est possible de combiner ou séparer à loisir afin d’obtenir des soutiens au tir comme au combat.
Que ce soit en version historique ou fantastique, chacun des joueurs choisit une liste d’armée et sélectionne ses troupes selon un budget prédéterminé en suivant les restrictions de sa composition de liste. Après avoir réalisé le paysage de bataille au moyen de décors, les joueurs déploient alternativement un corps d’armée pour pouvoir commencer la partie.

## Le livre de règles
Le livre de règles, rédigé en français dispose de 136 pages en couleurs. Les deuxième et troisième de couverture sont des résumés ou aides de jeux. Le livre se divise en deux parties distinctes : 
- Les premières pages décrivent les règles de base. Des pages supplémentaires complètent des règles optionnelles, auxquels s’ajoutent les règles spécifiques à la version fantastique.

Le livre est abondamment illustré de photographies de figurines, schémas explicatifs et situations de jeu, auxquels s’ajoutent parfois des conseils de jeu de l’auteur.
- Les soixante-dix dernières pages énoncent une partie des listes d’armées, divisées en version historique et version fantastique.

## Les armées

### Organisation d'une armée
Une partie des armées jouables est disponible à la fin du livre de règles ; des listes supplémentaires ont été mises à disposition sous l’appellation Tempête de … au format pdf en téléchargement gratuit sur le site officiel BannerWar.
La composition d’une armée suit toujours le même modèle : 
- une page de structure d’armée : elle détermine les spécificités de l’armée, la nature des généraux, les troupes disponibles (leurs minima et maxima)...

Au sein d’une même armée, le joueur doit choisir suivant plusieurs Options de liste. Celles-ci traduisent le plus souvent une époque historique (exemple : Période de 1330 à 1380 dans la liste Français Médiévaux), une zone géographique (exemple : Germains Orientaux dans la liste Peuples Germains) ou un peuple  particulier (exemple : Orcs des Montagnes Bleues dans la liste Orc). Certaines troupes sont spécifiques à une option de liste, d’autres troupes restent communes à toutes les options de liste
- une à trois pages comprenant chacune environ 10 unités. Chaque unité est décrite dans un encadré normé énonçant ses caractéristiques et son budget.

### Armées disponibles

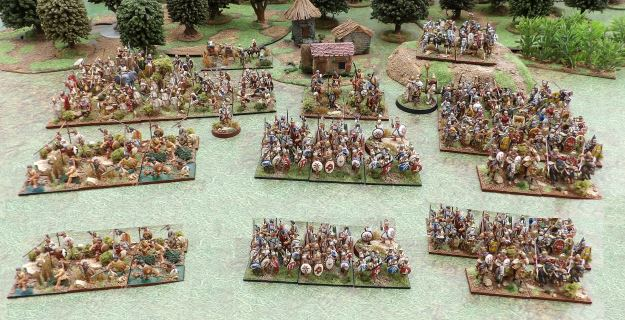
Armée carthaginoise 15 mm pour le jeu BannerWar

Les listes d’armées sont classées suivant les versions historiques et fantastiques. (les listes ci-dessous sont celles annoncées sur le site Bannerwar)

#### Version Historique
Dans sa version historique, les armées proposées s'étalent de -3000 jusqu'à la fin du Moyen Âge. Elles sont classées par époque, mais également par zones géographiques.

##### Antiquité
- Ancienne Égypte
- Nouvel Empire Égyptien
- Libyens
- République Romaine & ses Alliés
- Anciens Carthaginois
- Carthaginois (1re & 2e Guerres Puniques)
- Cités Grecques (Sparte, Thèbes, Diadoques)
- Lagides
- Séleucides
- Peuples Gaulois (Armoriques, Arvernes, Eduens...)
- Bretons
- Gépides, Hérules, Vandales, Goths
- Romains Haut Empire & Fédérés
- Gallo-Romains
- Arméniens (à venir)
- Thraces & Daces
- Romains Tardifs

##### Âges Sombres
- Pictes & Colédoniens
- Irlandais & Scots
- Britto-Ramains
- Angles & Saxons
- Francs, Teutons, Bataves
- Vikings Invasion Varègue
- Vikings Invasions Danoise & Norvégienne
- Anglo-Saxon
- Ligue Franque
- Francs Rhénan
- Burgondes
- Alamans
- Francs Fédéres
- Mérovingiens
- Carolingiens

##### Moyen Âge (Europe et Moyen-Orient)
- Anglais Médiévaux
- Français Médiévaux
- Compagnie Catalane
- Compagnie Blanche
- Compagnie des Tard-Venus
- Compagnie des Écorcheurs
- Condottieres Italiens
- Croisés(à venir)
- Turcs et Ottomans(à venir)
- Byzantins (à venir)
- Teutons(à venir)
- Polonais Médiévaux(à venir)
- Armées Musulmanes (à venir)
- Scandinave Leidang

##### Moyen Âge (Moyen-Orient et Asie)
- Parthes & ses Alliés
- Scythes
- Sarmates
- Alains
- Magyars
- Moldaves
- Valaques
- Perses Achéménides
- Perses Sassanides
- Indiens Ghurides
- Rajpoutes
- Sultanat de Delhi
- Vijayangar
- Chinois Ming
- Chinois Song
- Mongols (Empire, Jalayride, Ilkanide ...)
- Samouraïs Rebelles
- Samouraïs Genpei
- Samouraïs de Kamakura
- Samouraïs Muromachi
- Période Japonaise Sengoku
- Coréens 3 Royaumes (à venir)
- Coréens Koryo (à venir)

#### Version Fantastique

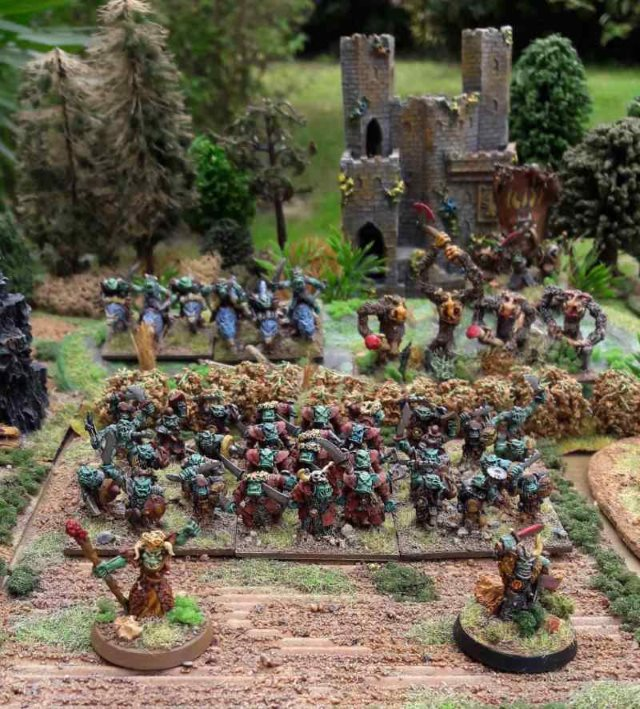
Armée orc en Format Standard

Les peuples habituels de l'univers fantasy sont proposés. On retrouve également un monde tourmenté de vents de magie et de créatures fantastiques, inspirés des jeux de figurines similaires comme Warhammer ou de la littérature comme Le Seigneur des Anneaux.
- Les Peuples Orcs
- Les Royaumes Humains
- Les Nécromanciens
- Les Vampires
- Les Elfes d'Hélios
- Les Elfes d'Idrazil
- Les Elfes Déchus
- Les Nains des Forteresses
- Les Nains des Montagnes
- Le Royaume du Graal (à venir)
- Les Barbares de Khar
- Les Saurians
- Armée des Nécropoles
- Royaumes des Enfers
- Pillards du Nord
- Les Zom-Ratz (magazine Ravage no 16)
- Les Hordes Gobelines (à Venir)
- Les Démons (à Venir)
- La Confrérie des semi-hommes (à Venir)
- Les Nains Déchus
- Armée du Typhon (Targaryen)
- Armée des Marcheurs Blancs
- Royaume du Nord (Stark)
- Armée du Lion d'Or (Lannister)
- Péninsule du Soleil (Martell à Venir)
- Royaume Haut de Fleur (Tyrell à Venir)

## Préparer une partie

### Unité de déplacement
Toutes les mesures de déplacement et de portée sont réalisées à partir de l’Unité de Déplacement, dont la mesure est définie en centimètres suivant l’échelle choisie

### Les soclages
Les socles de chaque troupe sont rectangles et mesurent toujours 1 Unité de Déplacement de front. La profondeur des socles diffère  selon le type de troupe.

### Zone de jeu
La zone de jeu dépend du format de jeu choisi.

### Matériel
Le jeu nécessite une table de jeu décorée par les joueurs (selon les règles), au moins deux armées, des réglettes étalonnées en Unités de Déplacement (UD) et quelques dés à six faces.

### Échelle et Soclage
BannerWar permet de jouer avec des figurines de 6mm à 32mm, s’adaptant ainsi à la grande majorité des figurines vendues sur le marché. L’échelle de jeu choisie détermine la taille de l’Unité de Déplacement (UD) : cette dernière définit donc la taille des socles de chaque troupe et de la zone de jeu

## Jouer une partie

### Déroulement
Une partie de BannerWar se joue généralement en six tours, toujours composés des mêmes phases de jeu : ordres et mouvements, attaques à distance, combats. A l’exception des mouvements, les autres phases de jeu sont réalisées simultanément par les deux joueurs.

### But du Jeu
Les objectifs peuvent différer selon les scénarios. La règle propose des scénarios asymétriques comme sauver la population lors d’un pillage pendant que l’autre joueur tente d’amasser le maximum de richesses.
Le classique « Bataille Rangée » est également présent avec de nombreuses options de jeu (Embuscades, Renforts et Contournements).
Dans ce dernier, chaque armée dispose d’un Moral d'armée déterminé par le nombre et la nature des troupes sélectionnées. Un joueur l’emporte si à la fin d’un tour il a infligé suffisamment de pertes à son adversaire afin d’égaler ou dépasser le Moral de l’armée adverse.  On dit alors que l’armée adverse est ‘mise en déroute’ et la partie s’arrête.
Si cette condition est vérifiée par les deux joueurs à la fin du même tour, le résultat est un ex aequo.

### Format de Jeu
La règle permet plusieurs formats de jeu où la quantité de figurines, la taille de la zone de jeu et le temps de partie diffèrent. Il est conseillé de faire quelques parties sur des formats de jeu escarmouche pour ensuite jouer sur des formats plus importants.
| Texte de l’en-tête               | Format Scénario          | Format Standard | Format Épique | Format Légendaire |
| -------------------------------- | ------------------------ | --------------- | ------------- | ----------------- |
| Nombre moyen de socles par armée | Variable - environ 5 à 6 | 15 à 20         | 20 à 30       | 25 à 35           |
| Durée approximative de la partie | Variable - moins de 1 h  | 1 h 15          | 2 h 15        | 3 h 00            |
| Taille de la zone de jeu         | 20UD x 20UD              | 20UD x 20UD     | 30UD x 20UD   | 40UD x 20UD       |

Pour les rencontres et les tournois, le format actuellement privilégié est le format épique.

### Système de jeu
Les mécaniques de jeu suivent un concept de mélange de valeurs fixes et aléatoires. Qu’il s’agisse du déploiement, des ordres, des déplacements et des combats, ces mécaniques de jeu mixent ces valeurs par un système simple de jets de dés à six faces. Ce concept omniprésent assure aux évènements de la partie une assurance de réalisme tout en permettant des rebondissements.
Les terrains et décors de table dépendent des caractéristiques des armées jouées. Le déploiement se réalise de manière alternée avec un mouvement de progression possible pour les avant-gardes. Il est possible d’user d’embuscades et autres tactiques de renforts pour surprendre son adversaire durant le la partie.
Les personnages généraux possèdent des valeurs de commandement permettant aux unités d’être déplacées similairement à des points d’activation. D’autres personnages spéciaux amènent des règles spécifiques qui changent parfois le cœur même de l’armée, entrainant ainsi une diversité importante.
Les troupes sont réparties en catégories qui disposent de bonus propres pour leurs mouvements et leurs combats dans les terrains. Les unités possèdent également des caractéristiques de résistance, de moral et de coordination.
Comme dans la réalité, la règle donne aux terrains une grande importance dans le jeu et beaucoup de stratégies en dépendent.